# Diocesi di Malaga

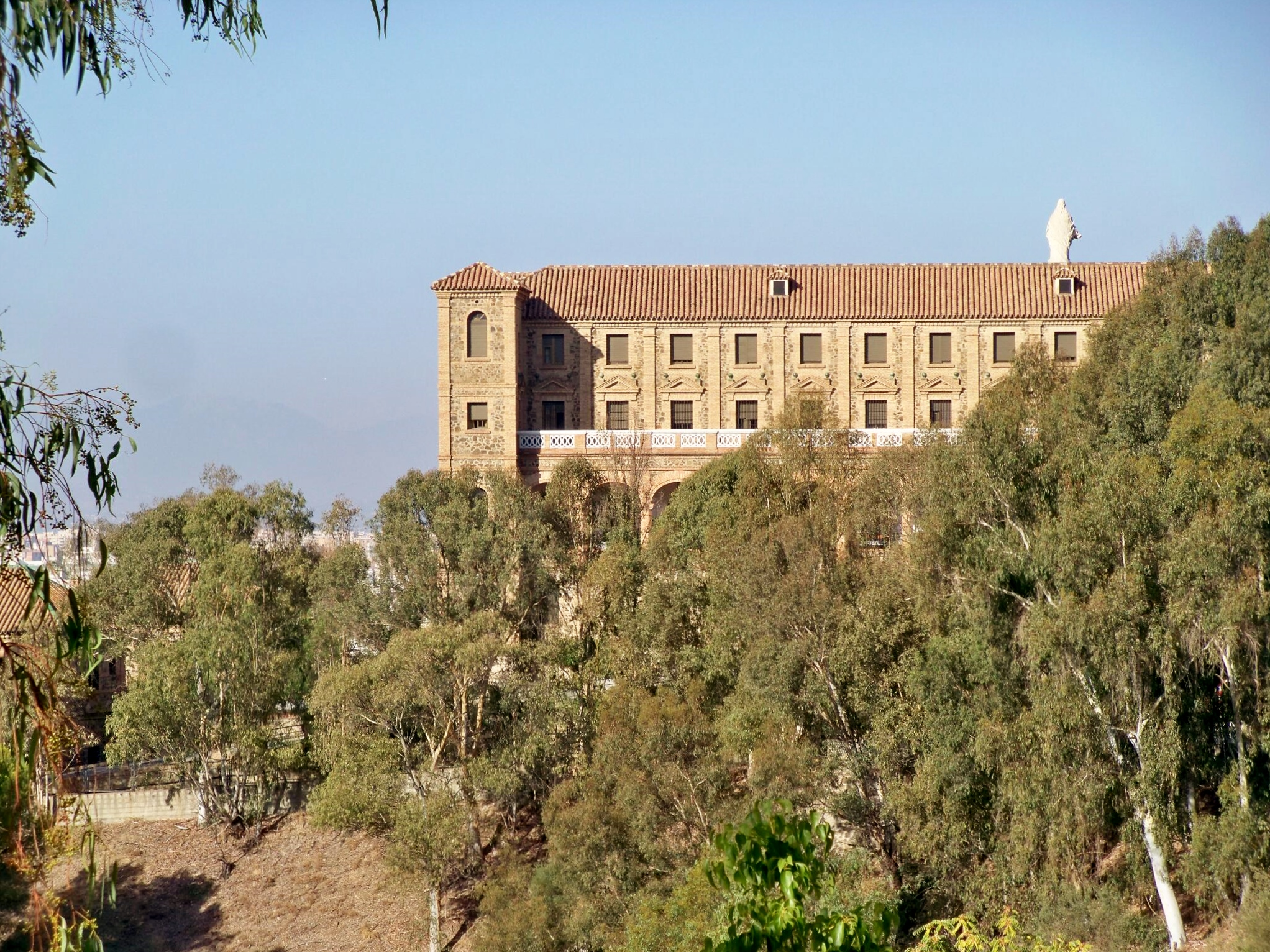
Il seminario diocesano di Malaga.

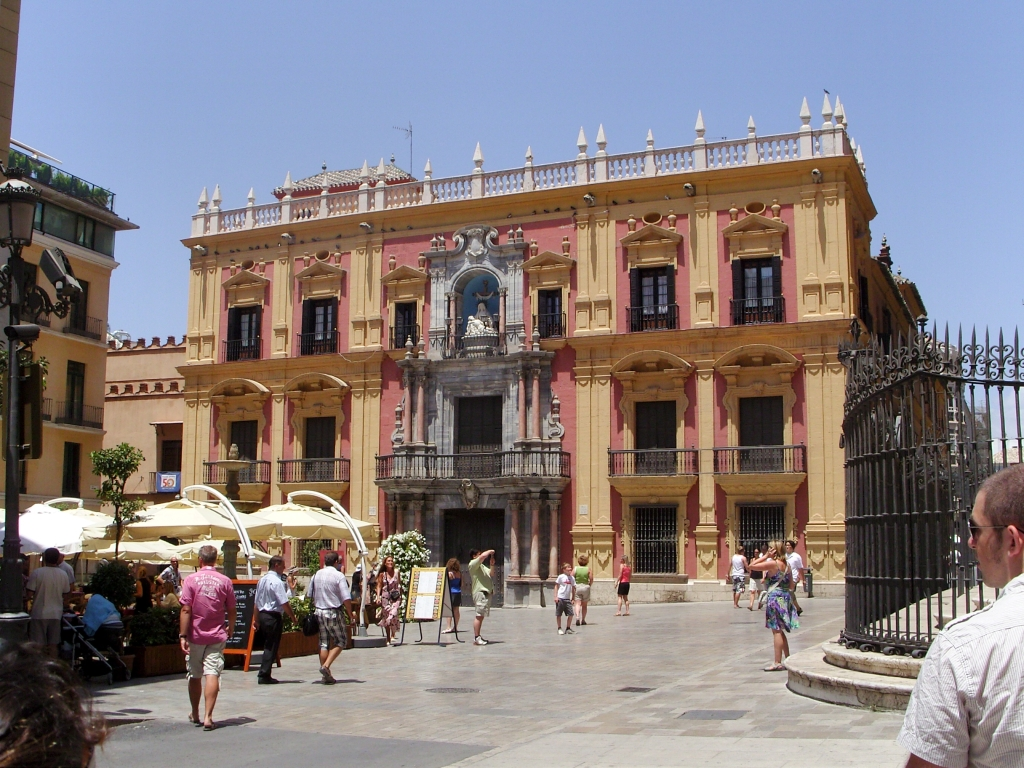
Il palazzo vescovile di Malaga.

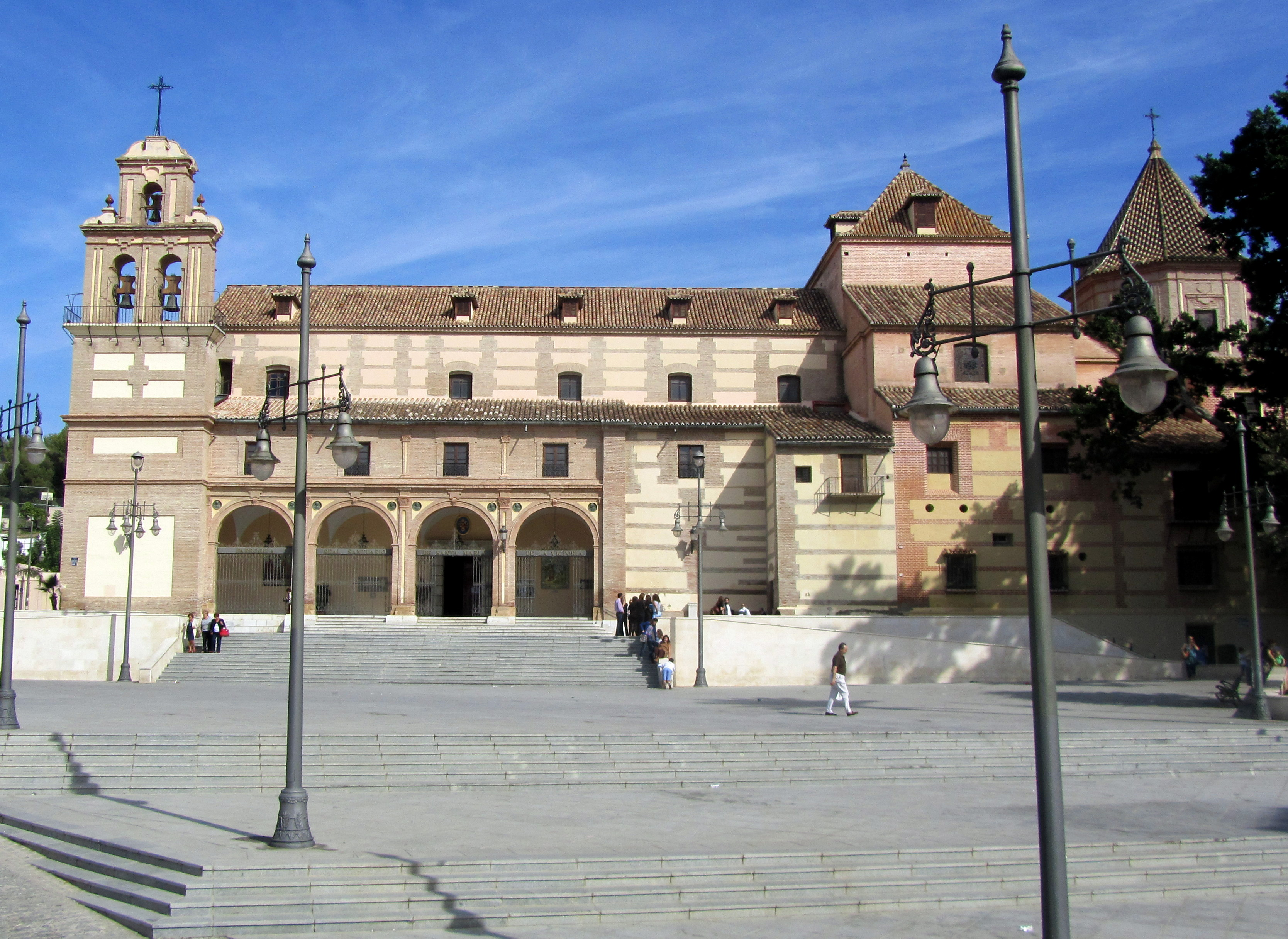
La basilica della Vittoria di Malaga.

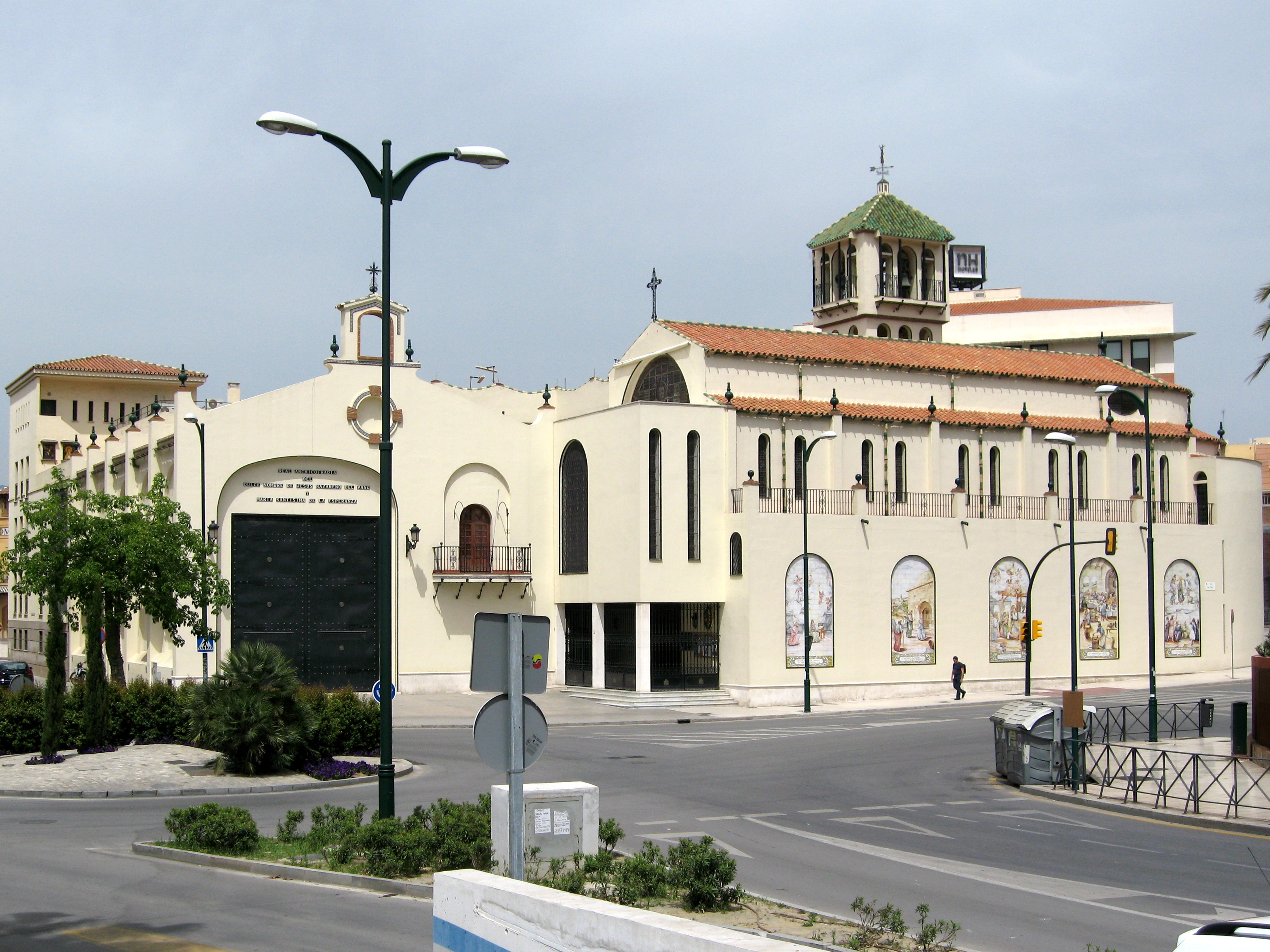
La basilica della Speranza di Malaga.

La diocesi di Malaga (in latino Dioecesis Malacitana) è una sede della Chiesa cattolica in Spagna suffraganea dell'arcidiocesi di Granada. Nel 2023 contava 1.290.000 battezzati su 1.717.504 abitanti. La sede è vacante, in attesa che il vescovo eletto José Antonio Satué Huerto ne prenda possesso.

## Territorio
La diocesi comprende la provincia di Malaga e la città di Melilla sulla costa africana.
Sede vescovile è la città di Malaga, dove si trova la cattedrale della Vergine Maria dell'Incarnazione. Nella stessa città sorgono anche due basiliche minori: la basilica del Dulce Nombre de Jesús Nazareno del Paso y María Santísima de la Esperanza, comunemente chiamata basilica della Speranza, e la basilica-santuario reale di Santa Maria della Vittoria e della Mercede.
Il territorio è suddiviso in 249 parrocchie, raggruppate in 16 arcipresbiterati, a loro volta raggruppati in 7 vicariati.

### Vicariati e arcipresbiterati
- Vicariato di Malaga-Città, che conta 6 arcipresbiterati:
  - Santa María de la Victoria
  - Cristo Rey
  - Virgen del Mar
  - Los Ángeles
  - San Cayetano
  - San Patricio
- Vicariato di Alora-Coín, che conta 2 arcipresbiterati:
  - Alora
  - Coín
- Vicariato della Costa Occidentale, che conta 2 arcipresbiterati:
  - Fuengirola-Torremolinos
  - Marbella-Estepona
- Vicariato di Ronda Città e Serranía de Ronda, che conta 1 arcipresbiterato:
  - Ronda y Serranía
- Vicariato di Antequera/Archidona-Campillos, che conta 2 arcipresbiterati:
  - Antequera
  - Archidona-Campillos
- Vicariato di Axarquía, che conta 2 arcipresbiterati:
  - Axarquía Interior
  - Axarquía Costa
- Vicariato di Melilla, che conta 1 arcipresbiterato:
  - Melilla

## Storia
Probabilmente la diocesi di Malaga fu eretta verso la fine del I secolo, a seguito dell'evangelizzazione della Spagna ad opera dei sette Varones apostólicos inviati dai santi Pietro e Paolo. Tuttavia, il primo vescovo di cui si abbia notizia è san Patrizio, che partecipò al Concilio di Elvira, celebrato tra il 300 e il 313. Dopo di lui le notizie sui vescovi di Malaga si interrompono nuovamente fino al 579.
Durante la dominazione araba le notizie sui vescovi si fanno più rade, dalla fine del VII secolo al XII secolo si ricordano solo cinque vescovi.
Nel XIII secolo e regolarmente nel XV secolo furono nominati per la sede di Málaga vescovi titolari, che non poterono risiedere in città.
A seguito della Reconquista cristiana, la diocesi fu ristabilita il 4 agosto 1486.
Il 10 dicembre 1492 divenne suffraganea dell'arcidiocesi di Granada.
Nel 1587 fu istituito il seminario diocesano, che sarà ospitato in nuovo edificio nel 1819 e sarà trasferito nell'attuale sede nel 1924.
Nel 1719 il vescovo Giulio Alberoni, anche primo ministro fu estromesso dalla sede da Filippo V ed esiliato per motivi politici: la conquista di Sardegna e Sicilia aveva attirato verso la Spagna l'odio delle potenze europee. Si rifugiò in Italia, dove però dovette sottrarsi all'ira di papa Clemente XI, che lo fece imprigionare. Evaso, si nascose fino alla morte del Pontefice. Rinunciò alla sede di Málaga nel 1725.
Nell'aprile del 1931, durante il periodo repubblicano, ben 48 chiese ed edifici cristiani furono incendiati, compresi il palazzo episcopale e il seminario. La folla fece irruzione nel palazzo episcopale, dove il vescovo Manuel González García e i suoi compagni di sventura si trovarono circondati dalle fiamme e dalla folla, ma riuscirono a porsi in salvo. Il vescovo si dovette rifugiare a Gibilterra il 13 maggio e fece ritorno segretamente nella diocesi in dicembre, restandovi in incognito fino a giugno del 1932. Poi si recò a Roma e non poté più ritornare: governò la diocesi da Madrid. Nel 1935 il suo successore Balbino Santos Olivera dovette affrontare una situazione tragica, in cui molti sacerdoti e seminaristi erano stati martirizzati, così come circa 2.000 fedeli. Ben presto il vescovo dovette fuggire in esilio a Tangeri, a Melilla, poi a Siviglia e infine ritornò nella diocesi il 15 marzo 1937. Come primo atto celebrò un funerale per i martiri. In seguito profuse le sue energie per la ricostruzione di una diocesi devastata dalla violenza, riedificando chiese incendiate e il palazzo episcopale, del quale erano rimaste solo le mura maestre.
Il 10 luglio 1957 e il 30 aprile 1958, con due distinti decreti della Congregazione Concistoriale, furono rivisti i confini della diocesi per farli coincidere con quelli della provincia civile, in applicazione del concordato tra la Santa Sede e il governo spagnolo del 1953. La diocesi di Malaga cedette le parrocchie di Zafarraya, Almendral e Ventas de Zafarraya a favore dell'arcidiocesi di Granada e gli arcipresbiterati di Olvera e di Grazalema dell'arcidiocesi di Siviglia, e si ampliò con l'arcipresbiterato di Campillos e la parrocchia di La Alameda appartenuti alla stessa arcidiocesi di Siviglia e la parrocchia di Villanueva de Tapia sottratta alla diocesi di Cordova.

## Cronotassi dei vescovi
Si omettono i periodi di sede vacante non superiori ai 2 anni o non storicamente accertati.

### Vescovi di Malaga
- San Patrizio † (290 - 304 ?)
- Severo † (578 - 601)
- Ianuario † (602 - 616 ?)
- Teodulfo † (menzionato nel 619)
- Tunila † (prima del 638 - dopo il 653)
- Samuele † (prima del 681 - dopo il 688)
- Onorio † (menzionato nel 693)
- Amalsuindo † (838 - 844 ?)
- Ostegesi † (circa 845 - circa 864)
- Leonardo † (circa 1020)
- Giuliano † (circa 1117)
  - Sede soppressa

### Vescovi titolari di Malaga
- Fernando, O.F.M. † (18 dicembre 1422 - ? deceduto)
- Martín de las Casas, O.F.M. † (14 dicembre 1433 - ? deceduto)
- Rodrigo de Soria, O.F.M. † (17 marzo 1458 - circa 1485 deceduto)

### Vescovi di Malaga (sede restaurata)
- Pedro Díaz de Toledo y Ovalle † (5 dicembre 1487 - 15 agosto 1499 deceduto)
- Diego Ramírez de Fuenleal † (7 febbraio 1500 - 12 aprile 1518 nominato vescovo di Cuenca)
  - Raffaele Sansoni Riario † (12 aprile 1518 - 3 settembre 1518 dimesso) (amministratore apostolico)
- Cesare Riario † (3 settembre 1518 - dicembre 1540 deceduto)
- Bernardo Manrique, O.P. † (18 febbraio 1541 - 25 settembre 1564 deceduto)
- Francisco Blanco Salcedo † (13 aprile 1565 - 4 giugno 1574 nominato arcivescovo di Santiago di Compostela)
- Francisco Pacheco de Córdoba † (30 agosto 1574 - 14 gennaio 1587 nominato vescovo di Cordova)
- Luis García Haro de Sotomayor † (7 agosto 1587 - prima del 14 agosto 1597 deceduto)
- Diego Aponte Quiñones, O.S.Iacobi † (31 agosto 1598 - 29 aprile 1599 deceduto)
- Tomás de Borja † (19 gennaio 1600 - 30 aprile 1603 nominato arcivescovo di Saragozza)
- Juan Alonso Moscoso † (9 maggio 1603 - 21 agosto 1614 deceduto)
- Luis Fernández de Córdoba † (9 febbraio 1615 - 26 ottobre 1622 nominato arcivescovo di Santiago di Compostela)
- Francisco Hurtado de Mendoza y Ribera † (14 novembre 1622 - 27 gennaio 1627 nominato vescovo di Plasencia)
- Gabriel Trejo y Paniagua † (28 aprile 1627 - 11 febbraio 1630 deceduto)
- Antonio Henríquez Porres, O.F.M. † (5 settembre 1633 - 20 febbraio 1648 deceduto)
- Alfonso de la Cueva-Benavides y Mendoza-Carrillo † (27 luglio 1648 - 10 agosto 1655 deceduto)
- Diego Martínez Zarzosa † (31 gennaio 1656 - 24 giugno 1658 deceduto)
- Antonio Peña Hermosa † (31 marzo 1659 - 11 agosto 1664 nominato vescovo di Jaén)
- Alonso Enríquez de Santo Tomás, O.P. † (15 settembre 1664 - 30 luglio 1692 deceduto)
- Bartolomé Espejos y Cisneros † (13 aprile 1693 - 2 marzo 1704 deceduto)
- Francisco de San José Mesía y Portocarrero, O.F.M. † (15 settembre 1704 - 2 febbraio 1713 deceduto)
- Manuel de Santo Tomás Mendoza, O.P. † (11 dicembre 1713 - 19 agosto 1717 deceduto)
- Giulio Alberoni † (6 dicembre 1717 - 19 novembre 1725 dimesso)
- Diego González Toro y Villalobos † (19 novembre 1725 - 5 maggio 1734 nominato vescovo di Cuenca)
- Gaspar de Molina y Oviedo, O.S.A. † (5 maggio 1734 - 30 agosto 1744 deceduto)
- Juan Eulate Santacruz † (25 gennaio 1745 - 16 settembre 1755 deceduto)
- José Francis Laso de Castilla † (24 maggio 1756 - 19 settembre 1774 deceduto)
- Juan Molina Lario y Navarro † (29 gennaio 1776 - 5 giugno 1783 deceduto)
- Manuel Ferrer y Figueredo † (14 febbraio 1785 - 21 luglio 1799 deceduto)
- José Vicente Lamadrid † (11 agosto 1800 - 9 marzo 1809 deceduto)
  - Sede vacante (1809-1814)
- Ildefonso Cañedo Vigil † (15 dicembre 1814 - 27 giugno 1825 nominato arcivescovo di Burgos)
- Manuel Martínez Ferro, O. de M. † (27 giugno 1825 - 3 giugno 1827 deceduto)
- Juan Francisco Martínez Castrillón † (23 giugno 1828 - 11 agosto 1828 deceduto)
- Juan Nepomuceno Gómez Durán † (27 luglio 1829 - 30 settembre 1830 deceduto)
- Juan José Bonel y Orbe † (28 febbraio 1831 - 29 giugno 1833 nominato vescovo di Cordova)
- José Gómez Navas, T.O.R. † (29 giugno 1833 - 26 dicembre 1835 deceduto)
  - Sede vacante (1835-1848)
- Salvador José Reyes García de Lara † (20 gennaio 1848 - 5 settembre 1851 nominato arcivescovo di Granada)
- Juan Nepomuceno Cascallana Ordóñez † (5 settembre 1851 - 26 febbraio 1868 deceduto)
- Esteban Pérez Fernández † (22 giugno 1868  16 gennaio 1874 nominato arcivescovo di Tarragona)
- Zeferino González y Díaz Tuñón, O.P. † (16 gennaio 1874 - 5 luglio 1875 nominato vescovo di Cordova)
- Esteban Pérez Fernández † (5 luglio 1875  8 ottobre 1878 deceduto) (per la seconda volta)
- Manuel Gómez-Salazar y Lucio-Villegas † (31 dicembre 1878 - 10 giugno 1886 nominato arcivescovo di Burgos)
- Beato Marcelo Spínola y Maestre † (10 giugno 1886 - 2 dicembre 1895 nominato arcivescovo di Siviglia)
- Juan Muñoz y Herrera † (2 dicembre 1895 - 26 dicembre 1919 deceduto)
- San Manuel González García † (22 aprile 1920 - 5 agosto 1935 nominato vescovo di Palencia)
- Balbino Santos y Olivera † (5 agosto 1935 - 24 novembre 1946 nominato arcivescovo di Granada)
- Ángel Herrera Oria † (24 aprile 1947 - 27 agosto 1966 ritirato)
- Emilio Benavent Escuín † (7 aprile 1967[3] - 26 agosto 1968 nominato arcivescovo coadiutore di Granada[4])
- Ángel Suquía Goicoechea † (28 novembre 1969 - 13 aprile 1973 nominato arcivescovo di Santiago di Compostela)
- Ramón Buxarrais Ventura (13 aprile 1973 - 11 settembre 1991 dimesso)[5]
- Antonio Dorado Soto † (26 marzo 1993 - 10 ottobre 2008 ritirato)
- Jesús Esteban Catalá Ibáñez (10 ottobre 2008 - 27 giugno 2025 ritirato)
- José Antonio Satué Huerto, dal 27 giugno 2025

## Statistiche
La diocesi nel 2023 su una popolazione di 1.717.504 persone contava 1.290.000 battezzati, corrispondenti al 75,1% del totale.
| anno | popolazione | popolazione | popolazione | presbiteri | presbiteri | presbiteri | presbiteri                | diaconi | religiosi | religiosi | parrocchie |
| anno | battezzati  | totale      | %           | numero     | secolari   | regolari   | battezzati per presbitero | diaconi | uomini    | donne     | parrocchie |
| ---- | ----------- | ----------- | ----------- | ---------- | ---------- | ---------- | ------------------------- | ------- | --------- | --------- | ---------- |
| 1950 | 661.146     | 667.102     | 99,1        | 252        | 145        | 107        | 2.623                     |         | 162       | 1.510     | 193        |
| 1970 | 977.992     | 983.896     | 99,4        | 426        | 279        | 147        | 2.295                     | 1       | 239       | 1.641     | 230        |
| 1980 | 1.021.000   | 1.053.000   | 97,0        | 474        | 290        | 184        | 2.154                     |         | 273       | 1.560     | 258        |
| 1990 | 1.100.000   | 1.302.000   | 84,5        | 396        | 259        | 137        | 2.777                     | 12      | 209       | 1.250     | 263        |
| 1999 | 1.243.422   | 1.308.866   | 95,0        | 359        | 267        | 92         | 3.463                     | 14      | 150       | 978       | 249        |
| 2000 | 1.235.653   | 1.300.688   | 95,0        | 372        | 263        | 109        | 3.321                     | 15      | 187       | 971       | 249        |
| 2001 | 1.249.262   | 1.315.013   | 95,0        | 383        | 267        | 116        | 3.261                     | 14      | 168       | 971       | 250        |
| 2002 | 1.302.478   | 1.371.029   | 95,0        | 381        | 269        | 112        | 3.418                     | 14      | 166       | 937       | 250        |
| 2003 | 1.329.235   | 1.399.194   | 95,0        | 392        | 269        | 123        | 3.390                     | 16      | 194       | 909       | 250        |
| 2004 | 1.371.185   | 1.443.353   | 95,0        | 398        | 270        | 128        | 3.445                     | 16      | 207       | 929       | 250        |
| 2013 | 1.230.823   | 1.641.098   | 75,0        | 342        | 209        | 133        | 3.598                     | 15      | 202       | 987       | 251        |
| 2016 | 1.221.729   | 1.628.973   | 75,0        | 325        | 200        | 125        | 3.759                     | 13      | 185       | 826       | 251        |
| 2019 | 1.230.840   | 1.641.121   | 75,0        | 308        | 192        | 116        | 3.996                     | 13      | 176       | 749       | 251        |
| 2021 | 1.264.440   | 1.685.920   | 75,0        | 302        | 190        | 112        | 4.186                     | 16      | 171       | 744       | 251        |
| 2023 | 1.290.000   | 1.717.504   | 75,1        | 303        | 192        | 111        | 4.257                     | 21      | 169       | 656       | 249        |